# مانويل فيلشيز
مانويل فيلشيز (بالإسبانية: Manuel Vilchez) (مواليد 21 أكتوبر 1961) هو ملاكم فنزويلي، مثّل بلاده في الألعاب الأولمبية الصيفية 1984.

## روابط خارجية
مانويل فيلشيز على موقع أوليمبيديا (الإنجليزية)